# بيير-إميل كوتيه
بيير-إميل كوتيه هو محامي وقاضي وسياسي كندي، ولد في 7 ديسمبر 1887 في ليفيس في كندا، وتوفي في 3 أغسطس 1950 في مدينة كيبك في كندا. نشط حزبياً في حزب كيبيك الليبرالي والحزب الليبرالي الكندي. وقد انتخب عضو الجمعية الوطنية في كيبك ‏ وانتخب عضو مجلس العموم الكندي.